# 터커 칼슨
터커 스완슨 맥니어 칼슨(Tucker Swanson McNear Carlson, 1969년 5월 16일~)은 미국의 고보수주의 성향의 방송인이자 시사평론가이다. CNN, PBS, MSNBC 등에서 방송 활동을 하다가, 2016년부터 폭스 뉴스에서 《터커 칼슨 투나잇 (Tucker Carlson Tonight)》 뉴스 쇼를 진행하고 있다.

## 생애
칼슨은 캘리포니아주 샌프란시스코에서 딕 칼슨과 리사 맥니어의 장남으로 태어났다. 그의 부친은 미국의 소리의 총괄 책임자로 근무하였다. 그는 영국 성공회 신자로 알려져 있다.
2024년 2월, 러시아-우크라이나 전쟁이 한창 진행 중인 상황에서, 서방의 제재를 받고 있는 러시아를 방문한 후 러시아의 블라디미르 푸틴 대통령을 인터뷰하여 화제가 되었다.

## 정치적 견해
칼슨은 2022년 현재 공화당 (미국) 소속이며 2006년에서 2020년까지는 민주당원이었다. 하지만 그것은 그가 정치적 야망을 위한 것이었으며 그는 언제나 공화당을 지지해왔다. 그는 2000년 선거에 조지 W. 부시를 지지하였지만, 그에 대하여 보수주의자가 아니라고 비판하였다. 2004년 선거에는 부시의 이라크 침공을 비판하며 그를 지지하지 않았다. 그는 도널드 트럼프를 지지하였고 반트럼프 지지자를 공격하였다.

### 이민과 인종
칼슨은 이민을 부정적으로 보고, 합법, 비합법 이민 모두 반대하고 있다. 그는 백인의 이익을 대변하며 백인들이 이민자들에 의해 위협받고 있다고 주장한다. 그는 거대 대체 이론을 주장하며 백인 민족주의적인 용어를 종종 사용하고 있다.